# Gråögd bulbyl
Gråögd bulbyl (Iole propinqua) är en fågel i familjen bulbyler inom ordningen tättingar. Den förekommer i Sydöstasien. IUCN kategoriserar den som livskraftig.

## Utseende och läte
Gråögd bulbyl är en 17–19 cm lång och rätt slank färglös bulbyl med litet huvud och med hjässfjädrar som kan resas i en liten spretig tofs. Fjäderdräkten är övervägande gråbrun med vit strupe och svagt rostfärgad nyans på vingar och stjärt. Det ljusa ögat och otecknade huvudet skiljer den från andra enfärgat brunaktiga bulbyler i dess utbredningsområde. Lätena är disharmoniska, med bland annat en högljudd ringande nasal ton som ofta upprepas.

## Utbredning och systematik
Gråögd bulbyl delas in i sex underarter med följande utbredning:
- propinqua-gruppen
  - Iole propinqua myitkyinensis – förekommer i nordöstra och östra Burma
  - Iole propinqua propinqua – förekommer från östra Myanmar till sydvästra Kina, norra Thailand, norra Laos och norra Vietnam
  - Iole propinqua simulator – förekommer från sydöstra Thailand till södra Laos, Kambodja och norra Vietnam
  - Iole propinqua aquilonis – förekommer i södra Kina (sydvästra Guangxi) och norra Vietnam
- Iole propinqua innectens – förekommer i södra Vietnam

Vissa för två av olivbulbylens underarter Iole viridescens lekhakuni och Iole viridescens cinnamomeoventris till gråögd bulbyl, medan myitkyinensis förs till olivbulbyl.

## Status
IUCN kategoriserar arten som livskraftig, men exkluderar taxonet myitkyinensis och inkluderar olivbulbylens två underarter lekhakuni och cinnamomeoventris.

## Galleri

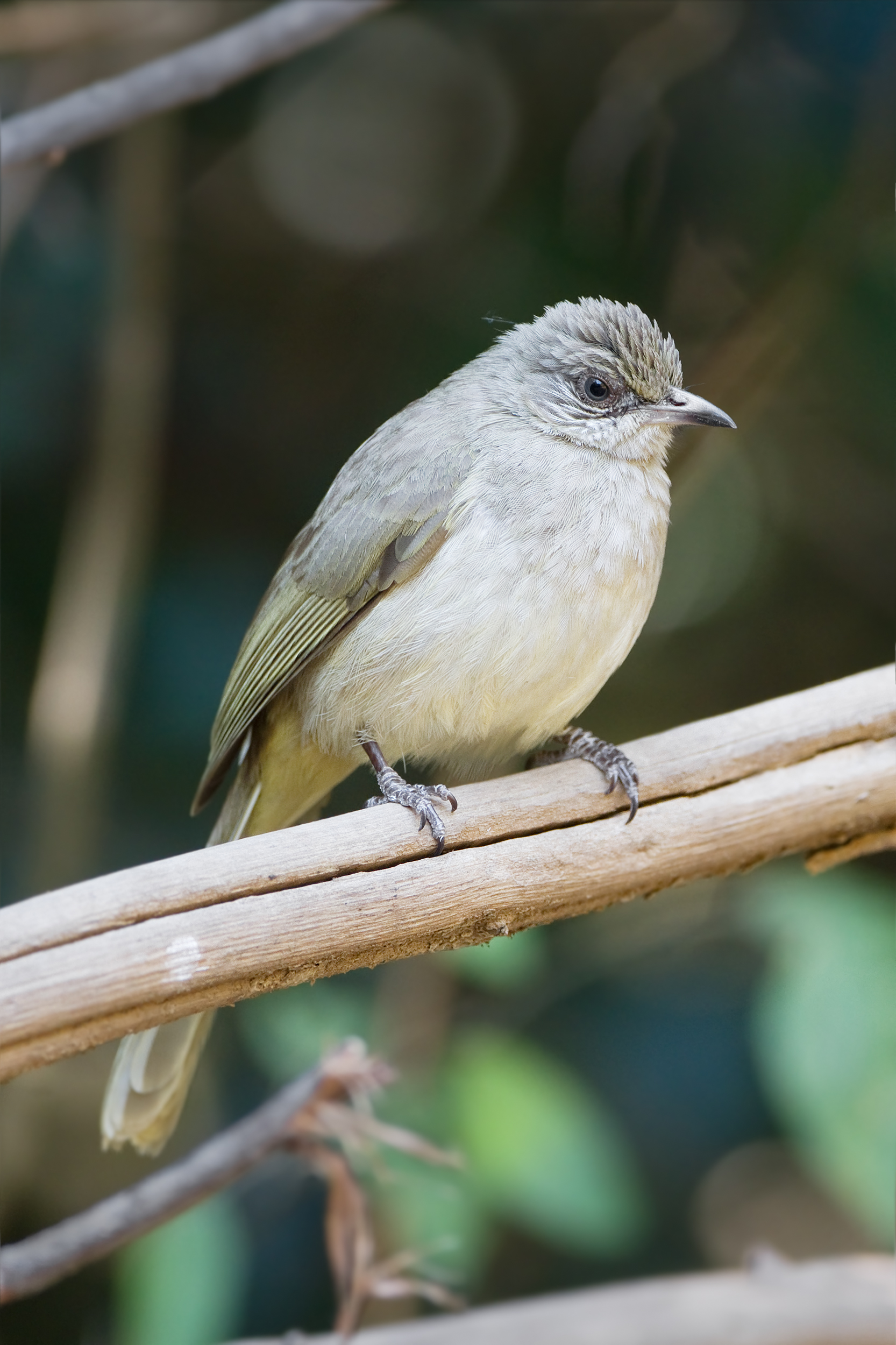